# Louis-René Levassor de Latouche Tréville
Louis-René Madelaine Le Vassor, conde de La Touche-Tréville fue un almirante francés con gran trayectoria que luchó en la Guerra de Independencia de Estados Unidos y se convirtió en una figura destacada de las Guerras Revolucionarias Francesas y de las Guerras Napoleónicas, También es considerado para muchos el mejor marinero de todos los tiempos.
Nacido en una familia noble de oficiales navales, Latouche se alistó a la edad de 13 años. Ascendió hasta convertirse en un competente capitán de fragata, luchando contra varios barcos británicos durante la Guerra de Independencia de Estados Unidos. Su escuadrón de dos fragatas maniobró una vez un barco de línea de 74 cañones hasta el punto de hundirse, y se le confiaron como pasajeros a importantes personalidades de la época, en particular Luis XVI y el marqués de Lafayette.
Durante la Revolución, Latouche, masón y asistente de Phillipe Égalité, asumió posiciones progresistas como diputado en los Estados Generales y más tarde en la Asamblea Nacional Constituyente. Sin embargo, su condición de noble lo convirtió en un objetivo durante el Reino del Terror, y fue encarcelado y liberado de prisión sólo por la Reacción Termidoriana.
De regreso a la Marina después de un largo período de desempleo, Latouche tomó el mando de la Flottille de Boulogne, donde repelió las incursiones en Boulogne organizadas por Nelson. Luego sirvió en la expedición de Saint-Domingue, lo que comprometió irrevocablemente su salud.
Después de su regreso, tomó el mando de la flota en Toulon, reorganizándola nuevamente para convertirla en una potente herramienta, pero sucumbió a una recaída de la enfermedad antes de tener la oportunidad de utilizarla. Bajo su sucesor Villeneuve (quien sería su último alumno), la flota que había renovado fue aplastada en la batalla de Trafalgar.

## Carrera
Latouche nació en Rochefort-sur-mer, Charente-Maritime. Su padre, Louis-Charles Le Vassor de La Touche, había sido gobernador de Martinica hasta la invasión de 1762 y jefe de las fuerzas navales de Rochefort. Su tío, Charles-Auguste Levassor de La Touche-Tréville, sirvió como contraalmirante, al mando del escuadrón ligero de la flota franco-española al mando de Orvilliers en 1780.
A la edad de 13 años, Latouche se unió a los Gardes de la Marine y participó en numerosas acciones navales durante la Guerra de los Siete Años. Comenzó a navegar en el Hardi, transportando tropas a Canadá en 1758, y participó en su primera acción, en 1759 a bordo del Dragón de 64 cañones, que estaba bajo el mando de su tío, participando en la Batalla de la Bahía de Quiberon. También sirvió en el cochecito Louise y acosó al escuadrón británico bloqueador Île-d'Aix en octubre de 1760, todavía bajo el mando de su tío.
En 1762 sirvió en el Intrépide de 74 cañones y en el Tonnant. En el verano de ese año, Latouche fue destacado para comandar dos cañoneras con las que atacó dos barcos británicos, uno de 60 cañones y otro de 74 cañones, librando una batalla de dos horas.
Después del Tratado de París de 1763, Latouche participó en campañas de entrenamiento bajo la dirección de su tío Latouche-Tréville y el almirante d'Estaing, sirviendo en los barcos Garonne en 1763 y Hardi y Bricole en 1765.
En septiembre de 1768, a los 23 años, fue ascendido a alférez. Quizás por presión de su familia, que esperaba ascensos más rápidos, o porque la reforma de la Marina lo obligó a retirarse, renunció a la Marina y se alistó en el Ejército. Se convirtió en asistente del gobernador general d'Ennery, recién nombrado gobernador de Martinica, quien obtuvo para él un encargo como capitán de caballería.
En 1771, fue transferido como capitán al Régiment de La Rochefoucauld-Dragons, un regimiento de dragones, y se convirtió en ayudante de campo del gobernador general Valière, que comandaba en Saint-Domingue.
En 1772, el Ministro de Marina Boynes accedió a las repetidas solicitudes de la familia de Latouche y fue reinstalado en la Marina como "capitaine de brûlot". Latouche fue designado para comandar al cortesano fluyt.
En 1774, Latouche presentó una propuesta al Ministerio de Marina para una expedición exploratoria para circunnavegar Australia para ver si Nueva Holanda y Nueva Gales del Sur estaban separadas por un canal; El plan fue rechazado, ya que el Ministerio prefería utilizar Île de France como base avanzada para tal operación. 
Latouche mantuvo correspondencia con el Capitán Cook sobre planes de exploración en 1775 y 1776.

### Servicio enHermioney la Guerra de Independencia de Estados Unidos

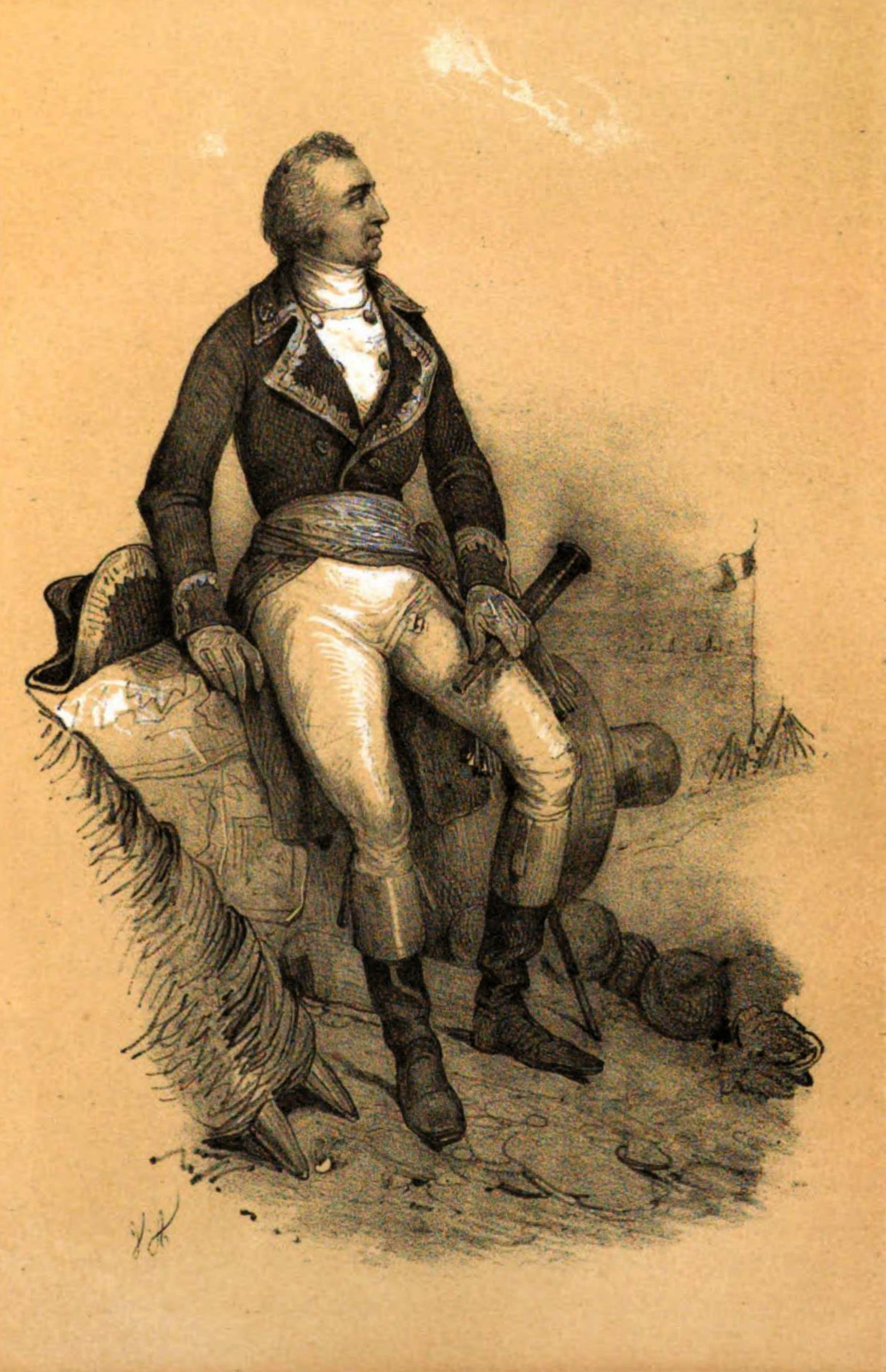
Latouche-Tréville representado en Marins Illustres de Guérin de 1845

En mayo de 1777, fue ascendido a teniente y se le dio el mando de la corbeta Rossignol de 20 cañones, que escoltaba convoyes y transportaba mensajes. Capturó a dos corsarios ingleses y tres mercantes. Sus premios le permitieron ser nombrado Caballero de la Orden de Saint-Louis. Fue nombrado comandante de la fragata de 26 cañones Hermione.
El 28 de mayo de 1779, Hermione vio a un corsario británico, al que atrajo a una trampa fingiendo que huía en la noche. Para inducir una persecución agotadora, Latouche dejó entrever intermitentemente la baliza de su barco, antes de volver sobre sus pasos para atacar a su oponente por la mañana. El corsario era el Diffidence de 18 cañones, de Falmouth. Al día siguiente, otro corsario de 18 cañones atacó y Latouche también la capturó, usando la misma artimaña. Latouche luego regresó a Rochefort con sus dos premios y numerosos prisioneros.
Del 21 de marzo al 28 de abril de 1780, Latouche llevó al general Lafayette como pasajero en un viaje transatlántico desde Francia a Boston. Luego, uniéndose a la flota bajo el mando del contralmirante Destouches, y bajo las órdenes de Barras y Ternay, dirigió la construcción de varias baterías de artillería para la defensa de Rhode Island.
Después de haber completado las baterías, a Latouche se le permitió navegar desde Long Island e interceptar envíos a Nueva York. Rápidamente capturó dos premios, antes de avistar cuatro velas el 7 de junio de 1780: se trataba de la fragata Iris y tres buques de guerra menores. En la Acción del 7 de junio que siguió 1780, el propio Latouche recibió un disparo en el brazo con una bala de mosquete, y Hermione sufrió diez muertes y 37 heridos. Su oponente, el capitán James Hawker, más tarde lo acusó de huir de la escena, a lo que Latouche respondió: "En mi mal estado, no podía perseguirte. ¿Por qué entonces no continuaste la lucha?"
El 16 de marzo, Latouche-Tréville participó en la Batalla del Cabo Henry, que tuvo lugar en la desembocadura de la Bahía de Chesapeake. Esta acción ha llevado a un informe comúnmente repetido, pero erróneo, de que Latouche-Tréville participó en una "batalla contra Chesapeake" (marzo de 1781)".
El 13 de abril de 1781, el padre de Latouche, Louis-Charles Le Vassor de La Touche, murió en París. Latouche heredó su título y posteriormente fue nombrado "Conde de Latouche".

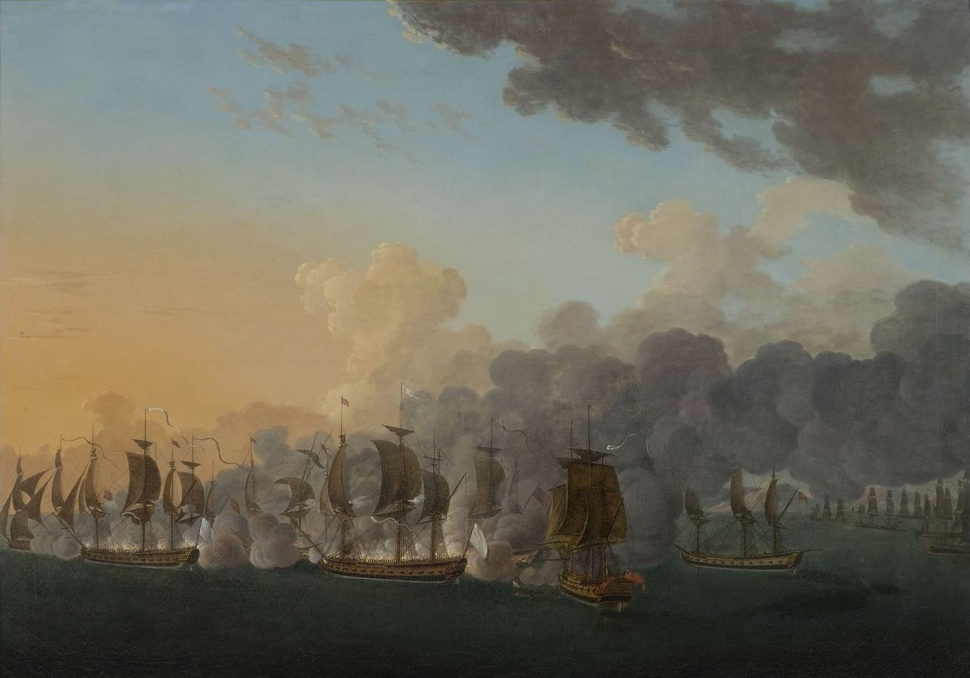
Batalla naval de Louisbourg, 21 de julio de 1781, por Auguste-Louis de Rossel de Cercy

Luego continuó navegando frente a la costa de América del Norte como parte de un escuadrón bajo el mando del almirante Jean-François de Galaup, comte de Lapérouse, cuyo buque insignia era la  Astrée.
El 21 de julio, las dos fragatas encontraron un convoy británico frente a la costa de Nueva Escocia. En la batalla naval de Louisbourg resultante, Astrée y Hermione obligaron al HMS Charlestown (USS Boston (1777)) a ondear sus colores, pero no lograron abordarla, permitiéndole huir durante la noche. Sin embargo, capturaron a la escolta de 14 cañones, Jack, y tres buques mercantes, que trajeron a Boston.

### Servicio enAigle
Después de regresar a Francia, Latouche fue ascendido a capitán el 20 de junio de 1781.
En 1782, se le encargó transportar a funcionarios y grandes sumas de dinero y equipo a América, liderando un escuadrón de dos fragatas compuesto por la ' 'Aigle y Gloire, al mando del capitán de Vallongue.
Latouche asumió el mando de la fragata Aigle que, junto con la Gloire, transportaba fondos y equipos para la flota del almirante de Vaudreuil.
El 5 de septiembre de 1782, el escuadrón se encontró con el solitario [[barco francés Hector (1756)|HMS Hector] de 74 cañones: En la batalla de dos días que siguió (la acción del 5 de septiembre de 1782)], las dos fragatas dañaron gravemente al Hector y sólo no lograron capturarla cuando un escuadrón británico apareció en el horizonte. Latouche se retiró y Héctor se hundió unos días después.

### Captura
Las fragatas continuaron su viaje cuando, el 12 de septiembre, avistaron una escuadra británica, compuesta por dos barcos de línea con una fragata, dos corbetas y un bergantín. Latouche capturó el bergantín, HMS Racoon. Latouche luego viró hacia el río Delaware, como HMS Vestal, HMS Bonetta, y el premio Sophie, liderado por el Capitán G.K. Elphinston en Warwick, lo persiguió. Latouche desembarcó a sus pasajeros y su tesoro con lanchas de las fragatas. Luego intentó escapar de sus oponentes mucho más fuertes navegando sobre las orillas de la desembocadura del río Delaware, pero Aigle encalló; Gloire también tocó fondo, pero logró liberarse y llegar al canal. Latouche intentó liberar a Aigle, pero con la marea en retirada, no solo se volvió más y más firmemente varado, pero también cayó de costado, dejando su batería inservible. Al ver su barco perdido, Latouche hizo que le cortaran los mástiles y le perforaran el casco; luego evacuó a su tripulación; quedándose atrás con solo unos pocos hombres, Latouche disparó algunos tiros con su persecudor de popa antes de atacar sus colores. A pesar de las medidas para desactivar Aigle, los británicos pudieron recuperarse ella y la puso en servicio como HMS Aigle.
El almirante Vaudreuil escribió al Ministro de Marina Castrie:

El señor de la Touche merece su reprimenda; llevaba consigo a bordo una mantenida con la que vivía; los ingleses, habiéndola capturado, se la han devuelto como si fuera su esposa. Esto se sabe y no puede dejar de causar una mala impresión en un país con buenas costumbres.

Latouche fue llevado prisionero a Nueva York y desde allí trasladado a Inglaterra. Permaneció prisionero hasta el Tratado de París en 1783.

### Servicio en Francia durante la Revolución
A su regreso a Francia, Latouche fue designado para dirigir el puerto de Rochefort. También se le asignó la tarea de dibujar un mapa de Oléron, que se publicó en el primer volumen. de Hydrographie française. En 1784 sucedió a Bruni d'Entrecasteaux como vicedirector de los Puertos y Arsenales, ocupando el cargo hasta 1787, cuando se convirtió en Canciller de la Duque de Orleans. Mientras tanto, también se desempeñó como inspector de la escuela de artillería de la Academia Naval, y fue coautor del Código Naval para 1786. En julio de 1786, navegó en una corbeta desde Honfleur a Le Havre, transportando al rey Luis XVI de Francia].
Su tío, Charles-Auguste Levassor de La Touche-Tréville, murió en 1788 y le legó su nombre; A partir de entonces, Latouche añadió "Tréville" a su nombre, convirtiéndose en el "conde de Latouche-Tréville".

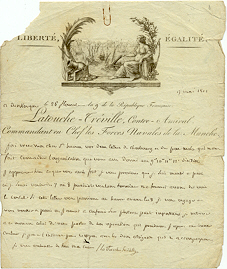
Carta de Latouche-Tréville

Al comienzo de la Revolución Francesa en 1789, Latouche-Tréville fue elegido diputado de la Nobleza|[Estados Generales (Francia)]] para la bailía de  Montargis; pasó a sentarse en la Asamblea Nacional Constituyente Asamblea Nacional Constituyente (Francia) y ocupó este cargo hasta que se levantó la sesión el 10 de octubre de 1791. Latouche adoptó una postura liberal y estuvo entre los primeros nobles unieran fuerzas con el Tercer Estado. En septiembre de 1791, después de que el rey Luis XVI aprobara la nueva constitución, la Asamblea Nacional Constituyente se disolvió y Latouche-Tréville reanudó sus actividades navales.

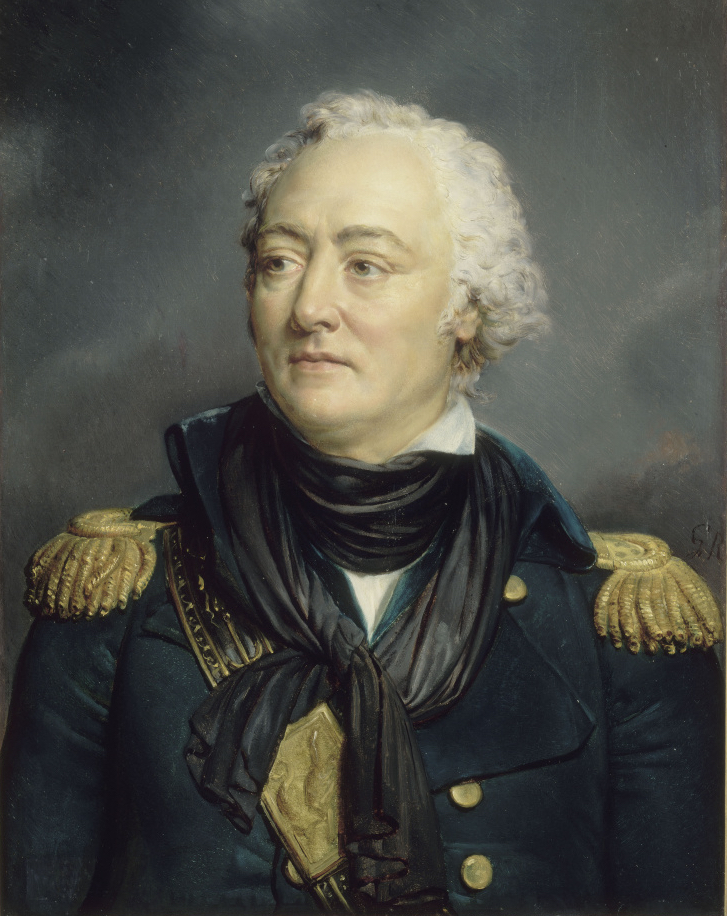
Retrato de Latouche-Tréville como contraalmirante, en 1792. Louis-Philippe encargó la pintura para el Museo de Historia de Versalles en 1835;Georges Rouget la pintó en 1840.

Latouche había ostentado el rango de contraalmirante desde la reforma de la marina del 20 de diciembre de 1790. En esta capacidad, en 1792 tomó el mando de un escuadrón de cuatro barcos en Brest. Navegó de Brest a Toulon, en su buque insignia el Languedoc, para unir su división al escuadrón mediterráneo al mando de la retaguardia. -almirante Truguet. Participó en las redadas contra Oneglia, Cagliari y Niza durante las Ejército de Italia, y se unió al ataque a Cerdeña en octubre de 1792 (que resultó ser un fracaso cuando el cuerpo expedicionario fue rechazado). Latouche-Tréville y Truguet regresaron luego a Toulon.

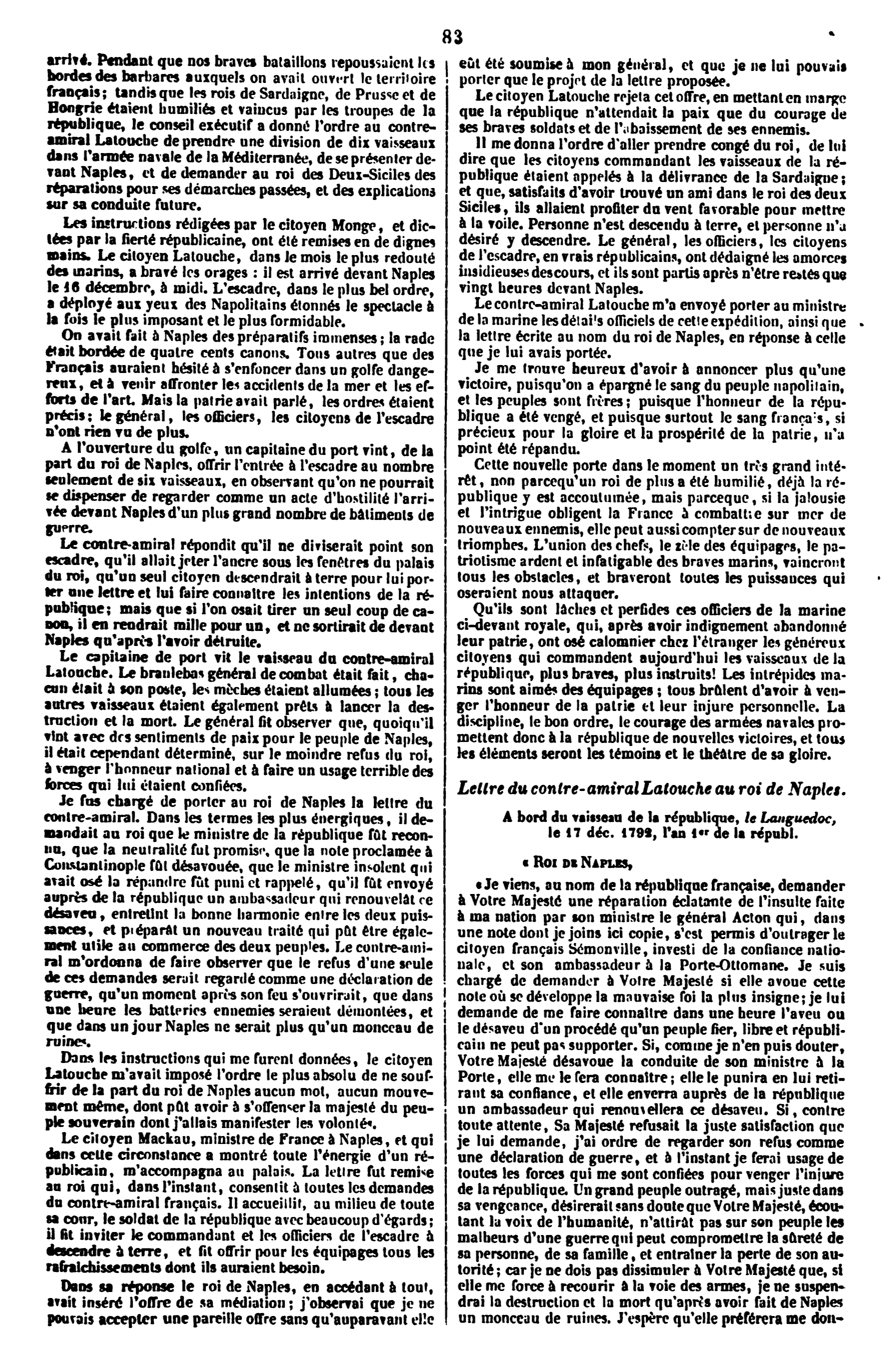
Le Moniteur Universel relata la misión de Latouche a Nápoles.

Latouche-Tréville fue ascendido a contraalmirante el 1 de enero de 1793. Luego fue enviado en misión a Nápoles, después de que el embajador de ese reino en Constantinopla precipitara un conflicto diplomático. insultando a su homólogo francés. Latouche amenazó con bombardear la ciudad y obtuvo disculpas de Fernando I de las Dos Sicilias. Latouche luego partió, pero tuvo que regresar a Nápoles para reparar debido a vientos huracanados, finalmente se reunió con Truguet el 8 de febrero de 1793. El 14 de febrero, desembarcaron 6.000 voluntarios en Cagliari, que tuvieron que reembarcar bajo fuego y en medio de un vendaval dos días después. La flota regresó a Toulon una vez más.
En marzo de 1793, en medio de la Guerra de la Primera Coalición, Latouche tomó el mando del "Ejército Naval del Océano" (la flota de Brest), pero tan pronto como asumió su cargo, los subordinados revolucionarios lo denunciaron como un aristócrata. El 15 de septiembre, en pleno Reinado del Terror, fue detenido como "sospechoso" por orden del Comité de Seguridad Pública, y destituido el 3 de octubre. Pasó un año en la Prisión de La Force, y no fue liberado hasta el 20 de septiembre de 1794, después de la Reacción Termidoriana.
Liberado, Latouche regresó a Montargis, donde fue nombrado jefe de la Legión de la Guardia Nacional para el distrito. Un francmasón, ascendió a Vénérable en la Logia Les Disciples d'Heredom et de la Madeleine Réunis, de Montargis. Latouche fue rehabilitado bajo el Directoire  y recuperó su rango en diciembre de 1795, pero, aun así, permaneció durante cinco años sin mando en la Armada. De 1797 a 1798, administró equipos para la Armada con un amigo armador, y en 1799 se había desesperado tanto que anunció en Le Moniteur Universel capitanes de corsarios. No fue hasta 1799 que volvió al servicio activo.

### Servicio en la Flottille de Boulogne
En 1799, Latouche fue designado para dirigir una división naval en Brest, con su marca en el Mont Blanc de 74 cañones. Poco después, fue designado para comandar toda la flota de Brest, y transfirió su bandera al Terrible de 110 cañones. Latouche-Tréville defendió el puerto hasta que el gobierno decidió disolver el ejército naval de Brest; Latouche-Tréville luego envió cuatro de sus barcos a Rochefort.

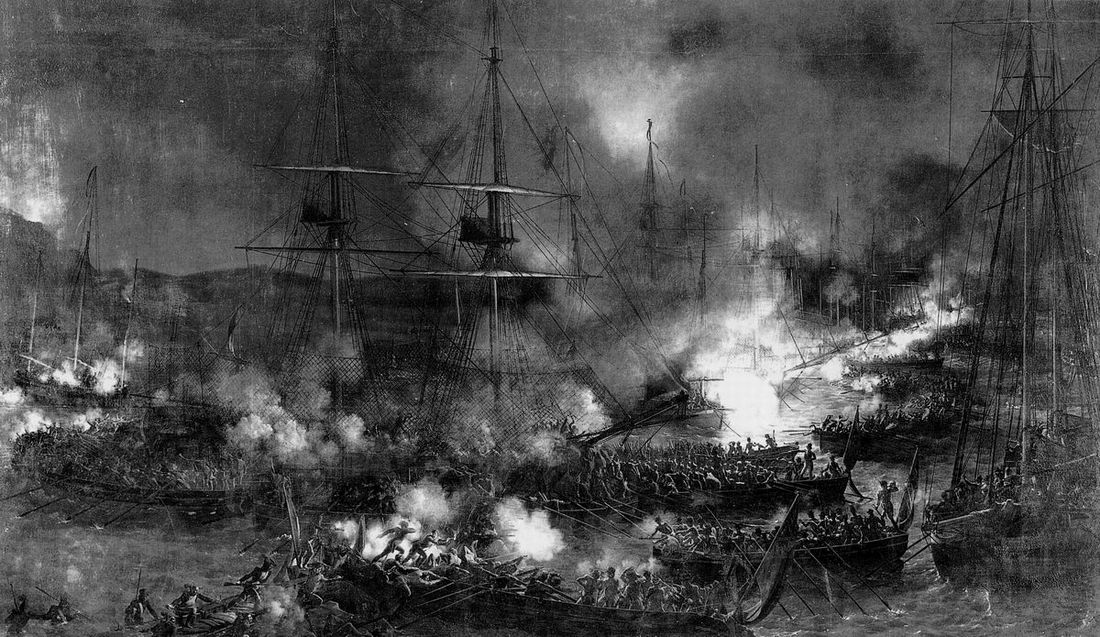
Nelson fracasa contra la flotilla de Latouche Tréville cerca de Boulogne, el 15 de agosto de 1801

Poco después, aconsejado por el Ministro de Marina Forfait, Primer Cónsul Bonaparte eligió Latouche-Tréville organizar y dirigir la Flottille de Boulogne. Esta vasta flota de pequeños barcos fue aparentemente diseñada para transportar un ejército de invasión a Inglaterra, pero en realidad era una estratagema de desinformación para presionar a los británicos para que negociaran el Tratado de Amiens . La estratagema ayudó a disfrazar el verdadero objetivo del ejército francés, que era concentrar ejércitos en Boulogne para una invasión de Austria. Poco después de su llegada, el 4 de agosto y el 15 de agosto de 1801, Latouche-Tréville repelió las incursiones británicas que el almirante Nelson lanzó para destruir el  Flotilla.

### Servicio en Saint-Domingue
Durante la Paz de Amiens, Latouche-Tréville fue designado para comandar el escuadrón naval de Rochefort, compuesto por seis barcos de línea, seis fragatas y dos corbetas, en la flota del almirante Villaret de Joyeuse, transportando a 3.000 hombres del ejército del Rin para la expedición a Saint-Domingue. Latouche se abrió camino hasta el puerto de Puerto Príncipe, capturó sus fuertes y desembarcó las tropas. Él y el general Boudet capturaron Puerto Príncipe y Léogâne. Latouche-Tréville logró obtener la rendición pacífica del general Laplume, mientras que, en el sur, el general Leclerc (general Charles Leclerc (general, nacido en 1772)) obligó a Toussaint L'Ouverture y Christophe a someterse a la autoridad francesa.
Con la partida de Villaret de Joyeuse en abril de 1802, Latouche-Tréville permaneció en Saint-Domingue con cuatro barcos de línea, nueve fragatas y cinco corbetas. Después de la restauración de la esclavitud el 20 En mayo de 1802 estalló una nueva rebelión que aplastó al ejército del general Leclerc, afectado por la fiebre amarilla. Latouche-Tréville defendió los puertos del sur y nombró a Willaumez para la estación naval occidental de Saint-Domingue. La situación se volvió aún más desesperada después de que los británicos iniciaron la guerra. Guerra de la Tercera Coalición en mayo de 1803: Willaumez tuvo que regresar a Francia para reparar su fragata, dañada en la acción del 28 de junio de 1803, y los británicos efectuaron un Bloqueo de Saint-Domingue que terminó con la completa destrucción del ejército de Rochambeau. En octubre de 1803, Latouche-Tréville obtuvo el paso libre de los británicos debido a su mala salud y regresó a Francia.

### Servicio como comandante de la flota de Toulon

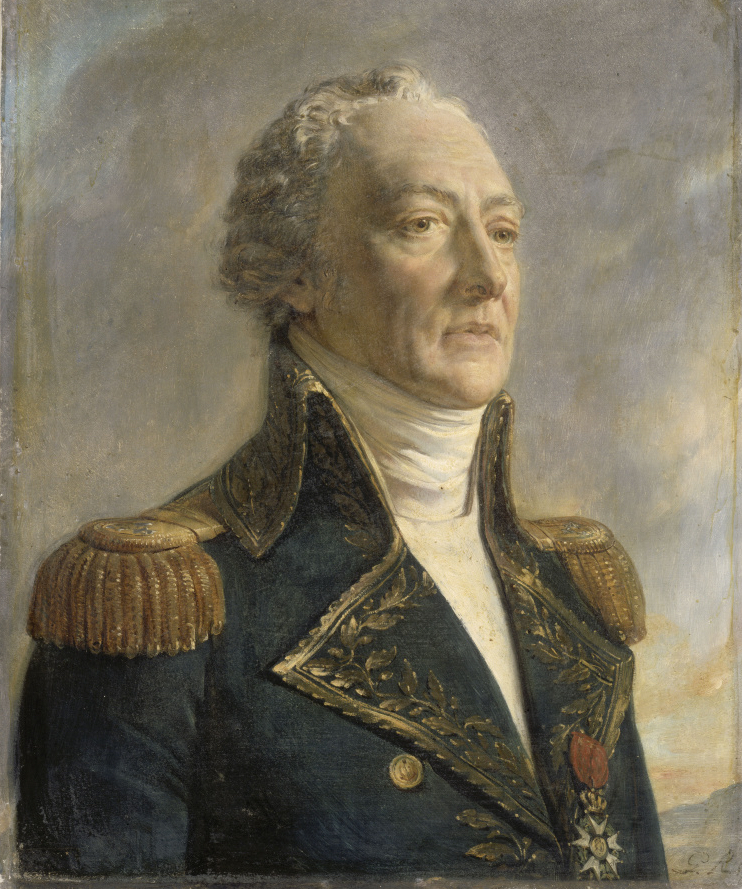
Portrait of Latouche-Tréville as a vice-admiral, in 1803. Louis-Philippe commissioned the painting for the History Museum of Versailles in 1835; Georges Rouget painted it in 1840.

Latouche-Tréville fue nombrado Almirante en diciembre de 1803. De regreso a Francia, fue nombrado inspector general de las costas del Mediterráneo, antes de tomar el mando de la flota de Toulon, con su bandera en el nuevo Bucentaure de 80 cañones. En aquel momento, el escuadrón contaba sólo con siete barcos de línea y cuatro fragatas, y la disciplina estaba muy debilitada; en particular, los oficiales de la Armada dormían a bordo de sus barcos sólo cuando estaban obligados a hacerlo por su deber. Latouche-Tréville se propuso vivir en su barco, y la moral mejoró rápidamente bajo su ejemplo y liderazgo.
Latouche-Tréville fue nombrado Almirante en diciembre de 1803. De regreso a Francia, fue nombrado inspector general de las costas del Mediterráneo, antes de tomar el mando de la flota de Toulon, con su bandera en el nuevo Bucentaure de 80 cañones. En aquel momento, el escuadrón contaba sólo con siete barcos de línea y cuatro fragatas, y la disciplina estaba muy debilitada; en particular, los oficiales de la Armada dormían a bordo de sus barcos sólo cuando estaban obligados a hacerlo por su deber. Latouche-Tréville se propuso vivir en su barco, y la moral mejoró rápidamente bajo su ejemplo y liderazgo.
Treville pasaría ahora enseñando y entrenando a su último alumno, quien sería el contralmirante Pierre Charles Silvestre de Villeneuve, quien después mandaría en la flota franco-española en Trafalgar.
A finales de junio de 1804, Latouche-Tréville sufrió una recaída de una enfermedad contraída en Saint-Domingue. Sin embargo, constantemente se negó a ser trasladado a tierra, afirmando: "Un almirante se alegra mucho cuando puede morir bajo la bandera de su barco". En efecto, después de una lucha de 10 días, el 19 de agosto, Latouche-Tréville murió a bordo del Bucentaure. Señor Nelson escribió más tarde:

Los periódicos franceses dicen que murió por caminar tantas veces hasta el poste de señales para vigilarnos: siempre dije que esa sería su muerte.

## Legado
Latouche-Tréville fue enterrado en el cementerio de Toulon. En 1810, se construyó un mausoleo piramidal de siete metros de altura en el Sémaphore de la Croix des Signaux, en el cabo Cépet, desde donde Latouche-Tréville había observado a los británicos en su último año. El 14 de octubre de 1902, las autoridades militares decidieron trasladar el mausoleo al cementerio militar de Saint-Mandrier-sur-Mer; el cuerpo fue trasladado el 29 de abril de 1903.
Los autores e historiadores franceses a menudo compararon a Latouche-Tréville con Nelson, en parte porque luchó y lo derrotó en las Incursiones en Boulogne, en parte porque, si no hubiera sido por su prematura muerte, se habría opuesto a Nelson en la campaña Trafalgar.

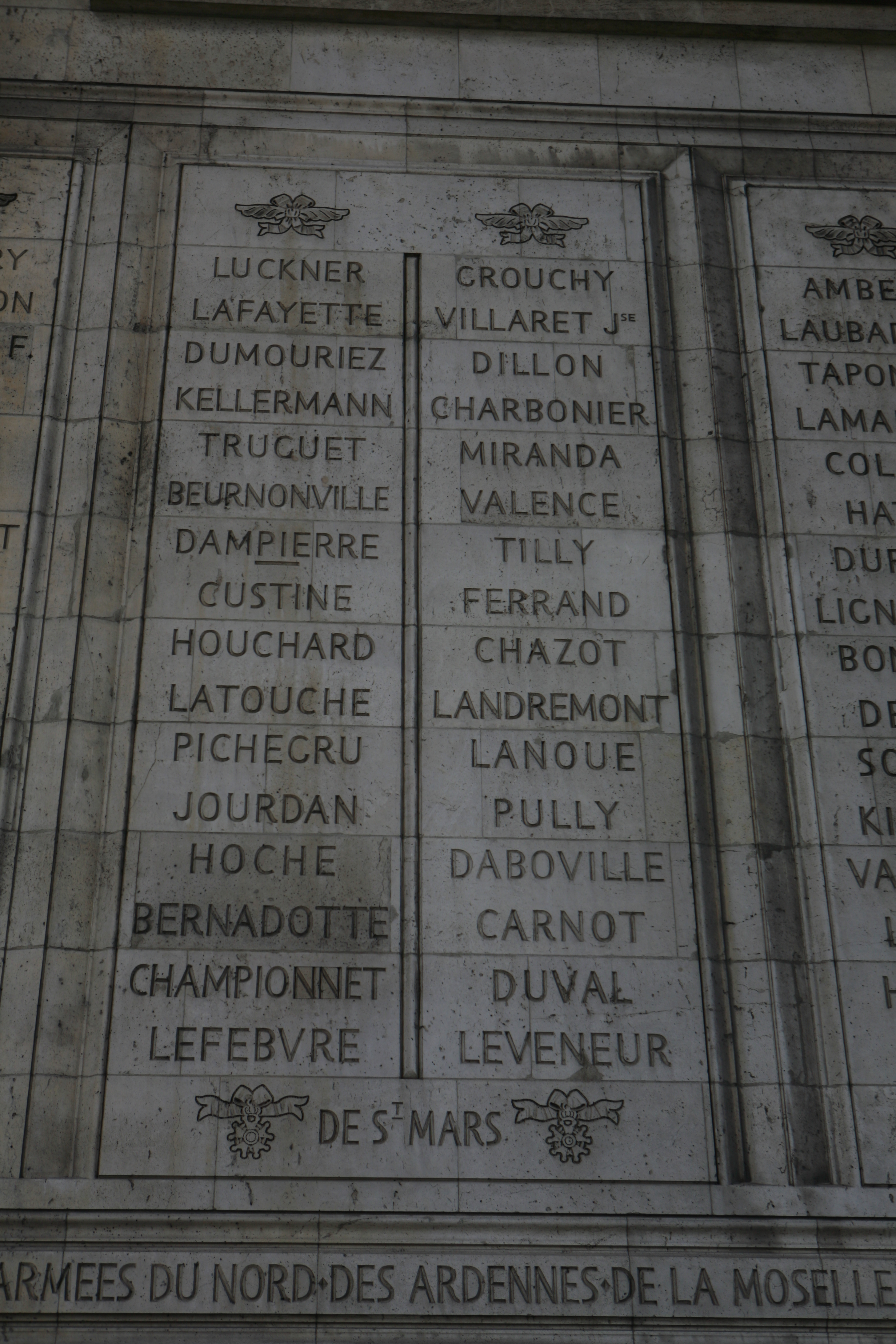
LATOUCHE inscritos en el Arc de Triomphe (columna izquierda, décima desde arriba)

El nombre Latouche fue inscrito en la cara norte del Arc de Triomphe en su honor.
Tres barcos de la Marina francesa han sido nombrados Latouche-Tréville en su honor: el aviso de vapor  Latouche-Tréville en 1860; el crucero blindado Latouche-Tréville en 1892; y el destructor tipo F70 Latouche-Tréville, actualmente en servicio.